# Бастіонний провулок (Київ)
Бастіо́нний прову́лок — провулок у Печерському районі міста Києва, місцевість Звіринець. Пролягає від Болсуновської вулиці до кінця забудови.

## Історія
Провулок виник у XIX столітті, спершу мав дві паралельні назви: Святотро́їцький і Дома́нєвський. Друга назва існувала як офіційна у 1847–1902 роках (від прізвища одного з поселенців). Сучасну назву провулок отримав у 1940 році (повторні рішення про перейменування у 1944 та 1952 роках). Теперішня забудова — з середини XX століття.

## Персоналії
У будинку № 9 проживали:
- в квартирі № 15 — ткаля Олена Верес[4];
- в квартирі № 26 — живописець Генріх Нечипоренко[4];
- в квартирі № 31 — скульптор Григорій Хусід[4];
- в квартирі № 33 — скульптор Святослав Астаулов[4];
- в квартирі № 70 — скульптор Едвард Кунцевич (у 1974—1996 роках).

## У культурі
Одноіменна картина київської художниці Наталії Абуткової.